# Леонов, Леонид Михайлович
Леонов Леонид Михайлович (1 января 1923, с. Месягутово, Златоустовский уезд, Челябинская губерния, ныне в составе Дуванского района Республики Башкортостан — 24 июня 1990, Москва) — советский военачальник, генерал-полковник (7.05.1980). 

## Биография
Родился в селе Месягутово Златоустовского уезда Челябинской губернии (ныне в составе Дуванского района Республики Башкортостан). После окончания средней школы до 1941 года работал в строительных организациях города Златоуста Челябинской области.
4 июля 1941 года призван Месягутовским районным военным комиссариатом Башкирской АССР в Красную армию. Окончил Первое гвардейское Краснознаменное миномётное артиллерийское училище имени Л.Б. Красина в 1942 году (училище действовало в эвакуации в городе Миасс). С апреля по август 1942 года — в 5-м запасном артиллерийском полку.
Младший лейтенант Л.М. Леонов — участник Великой Отечественной войны с августа 1942 года. Воевал в 2-й ударной армии на Волховском, Ленинградском и 2-м Прибалтийском фронтах: адъютант командира артиллерийского полка (с августа по ноябрь 1942 года), второй помощник, затем помощник начальника штаба по разведке 894-го артиллерийского полка 327-й стрелковой дивизии (с ноября 1942 года по апрель 1943 года), помощник начальника штаба артиллерии 64-й гвардейской Красносельской стрелковой дивизии (с июня 1943 года по август 1945 года). Особо отличился в Ленинградско-Новгородской наступательной операции. Окончил войну в звании капитана.
После Великой Отечественной войны продолжал службу в Вооружённых Силах СССР. С августа 1945 года — заместитель начальника штаба артиллерийской бригады по разведке, с апреля 1947 года — помощник начальника штаба артиллерии 30-го гвардейского стрелкового корпуса. В июле 1947 года направлен на учёбу.
В 1952 году окончил Военную артиллерийскую академию  имени Ф.Э. Дзержинского. С 1952 года  служил в Главном штабе Войск ПВО страны: старший инженер 6-го отдела, с декабря 1953 года — начальник группы эксплуатации станций наведения, затем — радиолокационных средств отдела эксплуатации управления специальных войск ПВО страны, с мая 1956 года — начальник группы радиолокационных средств управления командующего зенитно-ракетных войск и зенитной артиллерией ПВО страны, с декабря 1957 года — начальник отдела, с апреля 1963 года — заместитель главного инженера, затем — главный инженер управления командующего
зенитно-ракетными войсками ПВО страны.
С марта 1972 года — первый заместитель начальника, затем — начальник 4-го Главного управления Министерства обороны СССР (управление Генерального заказчика разработок, производства и эксплуатации системам противовоздушной, противоракетной, противокосмической обороны, а также систем предупреждения о ракетном нападении). С 29 октября 1978 года — заместитель начальника Главного управления вооружения Войск ПВО страны, а с 25 мая 1979 года по 20 июня 1989 года — заместитель Главнокомандующего Войсками ПВО страны — начальник Главного управления вооружения Войск ПВО страны. Крупный организатор зенитно-ракетных войск, один из главных заказчиков вооружения для них и организатор совместной работы с конструкторскими и научными организациями в области разработки новейших видов вооружения. Многократно включался в состав Государственных комиссий по испытаниям новейших видов вооружения Войск ПВО страны.
В июне 1989 года уволен в отставку. Жил в Москве. Похоронен на Введенском кладбище (30 уч.).

## Награды
- орден Ленина
- орден Отечественной войны I степени (11.03.1985)
- орден Отечественной войны II степени (26.03.1944[1])
- орден Красной Звезды (18.01.1943[2])
- два ордена «Знак Почёта»
- Орден «За службу Родине в Вооружённых Силах СССР» III степени
- медаль «За воинскую доблесть. В ознаменование 100-летия со дня рождения В.И. Ленина» (1970)
- медаль «За Победу над Германией в Великой Отечественной войне 1941-1945 годов» (1945)
- медаль «За оборону Ленинграда»
- другие медали
- Государственная премия СССР (1970)